# Коваленская, Александра Григорьевна
Алекса́ндра Григо́рьевна Ковале́нская (1829, Оренбург — 11 июля 1914, Дедово) — русская писательница для детей, дочь натуралиста и путешественника Г. С. Карелина.

## Биография
Получила хорошее домашнее образование, чему способствовали старания матери, в своё время учившейся в петербургском пансионе благородных девиц мадам Шредер (преподавателями в котором были, в частности, Плетнёв и Греч), и специально приобретённая отцом библиотека из книг «по литературе, географии и истории на русском и французском языках». В 1845 году вышла замуж за инженера и экономиста Михаила Ильича Коваленского (1817—1871). Некоторое время жила в Тифлисе, где её муж служил в должности председателя казённой палаты. Позднее жила в Москве и в имении Дедово под Москвой.
По воспоминаниям М. А. Бекетовой, «Александра Григорьевна была очень умна и остроумна. Манера у неё была тихая и сдержанная, голос слабый. В её облике было что-то аристократическое, чего она не передала никому из своих детей. У неё были все данные для того, чтобы играть выдающуюся роль в высшем обществе, что и было её идеалом, но с непременным ореолом добродетельной женщины ангельского характера», при этом в письме к А.Белому Бекетова упоминает, что Коваленская была «далеко не ангелом, как она себя желала выказать».
В конце жизни сблизилась с поэтами-символистами Андреем Белым и Эллисом, часто бывавшими в Дедово. По сведениям литературоведа А. В. Лаврова, Александра Григорьевна послужила прообразом баронессы Тодрабе-Граабен из романа Белого «Серебряный голубь» (хотя, уступая возражениям С.Соловьёва, писатель старался сделать этот образ как можно более обобщённым).
Сказки начала писать для домашнего круга, однако в 1864 году выпустила сборник «Семь новых сказок», выдержавший несколько изданий. Сказки Коваленской, писавшей, в основном, так называемые «сказки о животных», в дореволюционную эпоху были достаточно популярны, её называли «русским Андерсеном», а А. Ф. Кони считал Александру Григорьевну «выдающейся писательницей для детей».
Помимо сказок писала рассказы, действующими лицами которых являлись крестьяне («Народные рассказы») и сельское духовенство (повесть «Комариха», запрещенная духовной цензурой, рассказ «Божье дитя»). Сборник рассказов «Крутиков» (1881) выдержал 11 изданий, за одноименный рассказ Коваленская получила золотую медаль в память Погосского. При этом, по мнению критиков, бытовые рассказы Коваленской не достигали уровня её сказок.

Александра Григорьевна была несомненно талантливая писательница. Книги её написаны литературно и живо, со знанием крестьянского и отчасти мещанского быта; местами там, где вступает фантастика, они отзывают балетом. Теперь они уже устарели, но в своё время были очень ценны. Это, во всяком случае, хорошее чтение, и, несмотря на наивную морализацию и некоторую сентиментальность, книги Коваленской заслуживают похвалы и сыграли заметную роль в то время, когда наша детская литература была ещё очень бедна и по большей части пробавлялась переводами с иностранных языков.— М. А. Бекетова
У Александры Григорьевны было 6 детей, 5 из которых дожили до взрослого возраста. Дочь Ольга — мать поэта-символиста С. М. Соловьёва. Сестра Александры Григорьевны Елизавета — жена ботаника А. Н. Бекетова и бабушка А. Блока. 
Умерла в своем имении Дедово 11 июля 1914 года : "Июль. № 3 женска полу. 11 июля 1914 года умерла, 13 июля 1914 года погребена Вдова Действительнаго Статскаго Советника Александра Григорьевна Каваленская в возрасте 86 лет // от крупознаго воспаления легких. Исповедовал и приобщал священник Мих.Казанский. Погребение совершал священник Михаил Казанский с псаломщиком Александром Грузиновым, на кладбище Московскаго Новодевичаго монастыря".

## Сочинения
- Семь новых сказок. СПб., 1864; 5-е изд. 1885
- Галка, книга для первоначального чтения. СПб., 1873
- Народные рассказы. М., 1876; 2-е изд. 1887
- Крутиков, рассказ. СПб., 1882; 3-е изд. 1887
- Рассказы и сказки для детей. СПб., 1885
- Новые рассказы и сказки для детей. СПб., 1885
- Назарыч, рассказы для детей. СПб., 1888; изд. комитета грамотности.